# Колінний суглоб
Колінний суглоб, коліно (лат. articulatio genu) — суглоб, що з'єднує стегно з гомілкою, а саме стегнову кістку з великогомілковою кісткою.

## Анатомія
У передній частині суглоба розташований надколінник («колінна чашечка»). Надколінний і чотириголовий м'яз стегна з'єднані сухожиллям, продовженням якого є зв'язка надколінна. У зв'язковий апарат входять також бокові та хрестоподібні зв'язки.

### Хрестоподібні зв'язки
Хрестоподібні (схрещені) зв'язки розташовані в порожнині колінного суглоба. До їхніх розривів призводять різкі великоамплітудні рухи в колінному суглобі. Передня хрестоподібна зв'язка (лат. lig. Cruciatum anterius) починається від задньоверхньої частини внутрішньої поверхні зовнішнього виростка (кісткового виступу) стегнової кістки, перетинає порожнину колінного суглоба і прикріплюється до передньої частини передньої вертлюжної  ямки великогомілкової кістки також у порожнині суглоба.
Ця зв'язка стабілізує колінний суглоб і не дає гомілці надмірно зміщуватися вперед, а також утримує зовнішній виросток великогомілкової кістки. Задня хрестоподібна зв'язка колінного суглоба (лат. lig. cruciatum posterius) починається від передньоверхньої частині бічної поверхні внутрішнього виростка стегна, перетинає колінний суглоб і прикріплюється до задньої між виросткової ямки великогомілкової кістки. Вона стабілізує колінний суглоб і утримує від зсуву гомілку.
Суглобові поверхні кісток покриті хрящем. Між зчленуванням поверхонь стегнової та великогомілкової кісток є внутрішній і зовнішній меніски, що являють собою серпоподібні хрящі. Колінний суглоб вкладений у суглобову сумку.
У людини колінне з'єднання допускає рухи згинання та розгинання, а при зігнутому положенні — обертання навколо осі.

## Травми
Коліно є найпоширенішим місцем спортивних травм (таких, наприклад, як розрив меніска або зв'язки).

### Травми хрестоподібних зв'язок
Розрив передньої хрестоподібної зв'язки може відбутися при дії сили, спрямованої вперед, на задню поверхню колінного суглоба при зігнутій і оберненій всередину гомілки. Часто зустрічається не ізольований розрив хрестоподібної зв'язки, а так звана «нещасна тріада» або тріада Турнера. Це розрив передньої хрестоподібної зв'язки, розрив зовнішньої (колатеральний великогомілкової) бічної зв'язки і розрив внутрішнього (медіального) меніска.
Розриви хрестоподібних зв'язок можуть супроводжуватися відривними переломами кісткових пластинок в місцях прикріплення зв'язок або переломом міжвиросткового підвищення. Що значно ускладнює подальше лікування. Дуже часто розриви хрестоподібних зв'язок відбуваються у спортсменів під час гри у футбол, при заняттях гірськолижним спортом, у борців. Задня хрестоподібна зв'язка розривається при різкому розгинанні гомілки в колінному суглобі або при прямому ударі по передній поверхні гомілки, коли вона зігнута в колінному суглобі.
Розриви зв'язок часто бувають поєднаними. Найбільш важким пошкодженням вважається розрив обох хрестоподібних, обох бічних зв'язок і капсули суглоба. Це призводить до розхитаності колінного суглоба і до втрати можливості ходьби цією ногою. При розриві хрестоподібних зв'язок виникає різкий біль. Відбувається кровотеча в суглобі (гемартроз). Суглоб збільшується в розмірах. Виявляється симптом «балотування» надколінника. Однак для деяких пацієнтів сам момент травми може пройти непоміченим. Пізніше з'являється відчуття нестійкості, розхитаності в колінному суглобі.
Основним симптомом розриву хрестоподібних зв'язок вважається симптом «висувного ящика». За допомогою спеціальних приймань лікар зміщує гомілку пацієнта вперед або назад. При розриві передньої хрестоподібної зв'язки гомілка надмірно зміщується вперед — симптом «переднього висувного ящика», а при розриві задньої хрестоподібної зв'язки гомілка легко зміщується назад — симптом «заднього висувного ящика».
При застарілих розривах зв'язок симптом «висувного ящика» може стати нечітким внаслідок розвитку навколо місця розриву жирової клітковини, яка частково стабілізує колінний суглоб. Діагноз уточнюють при рентгенологічному дослідженні. Іноді доводиться вдаватися до введення контрасту в порожнину колінного суглоба або до комп'ютерної чи магнітно-резонансної томографії. При необхідності проводять артроскопію: вводять зонд у порожнину суглоба і оглядають суглоб зсередини. Як перша допомога необхідно знеболити місце пошкодження, знерухомити колінний суглоб за допомогою шини і доставити потерпілого в травмпункт.

#### Лікування розриву хрестоподібних зв'язок колінного суглоба
Проводиться пункція колінного суглоба для видалення крові з порожнини суглоба. Видаливши кров, в суглоб вводять розчин новокаїну. Після цього, попередньо переконавшись, що рухи в колінному суглобі збережені і розриву менісків суглоба немає, на ногу накладають гіпсову пов'язку. Нога при цьому трішки зігнута в колінному суглобі.
Тривалість іммобілізації до одного місяця. Потім гіпс знімають і призначають лікувальну фізкультуру, масаж та фізіотерапевтичне лікування. Зазвичай відразу після травми хірургічне відновлення цілісності хрестоподібних зв'язок не здійснюють, оскільки можливі ускладнення у вигляді контрактур колінного суглоба. Однак, якщо відбувся відривний перелом кісткового фрагмента і є його зміщення, проводиться термінове оперативне втручання. Кістковий фрагмент фіксують до кістки.
Показанням до відстроченої реконструкції зв'язок служить розпущеність суглоба, порушення функції ходьби. Проводиться вона через 5-6 тижнів після травми. Зв'язки не зшивають, це безперспективно. Виконується пластична реконструкція. Для цього беруть трансплантат зі зв'язки надколінка. Іноді вдаються до ендопротезування зв'язок за допомогою штучних матеріалів.
Проте термін служби штучних зв'язок обмежений. Операція може бути виконана відкритим способом, через широкий розріз і розтин порожнини суглоба, напіввідкритим — через мінімальний розріз або ендоскопічним способом. Ендоскопічний спосіб пластики хрестоподібних зв'язок є найменш травматичним. Рухи в суглобі починають вже через кілька днів після операції, але великі навантаження на суглоб не рекомендуються протягом року.

## Методика дослідження
Застосовуються фізикальні методи дослідження: огляд, пальпація, а також збір анамнезу. З інструментальних методів великого поширення набуло рентгенографічне дослідження колінного суглоба.
В даний час для діагностики застосовують також артроскопію.

## Зображення

МРТ колінного суглоба.
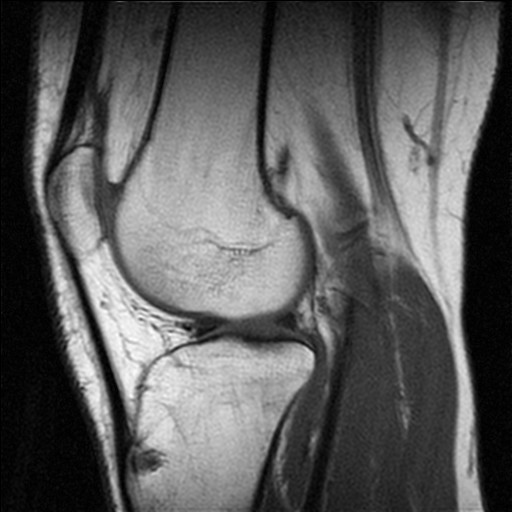
МРТ колінного суглоба.
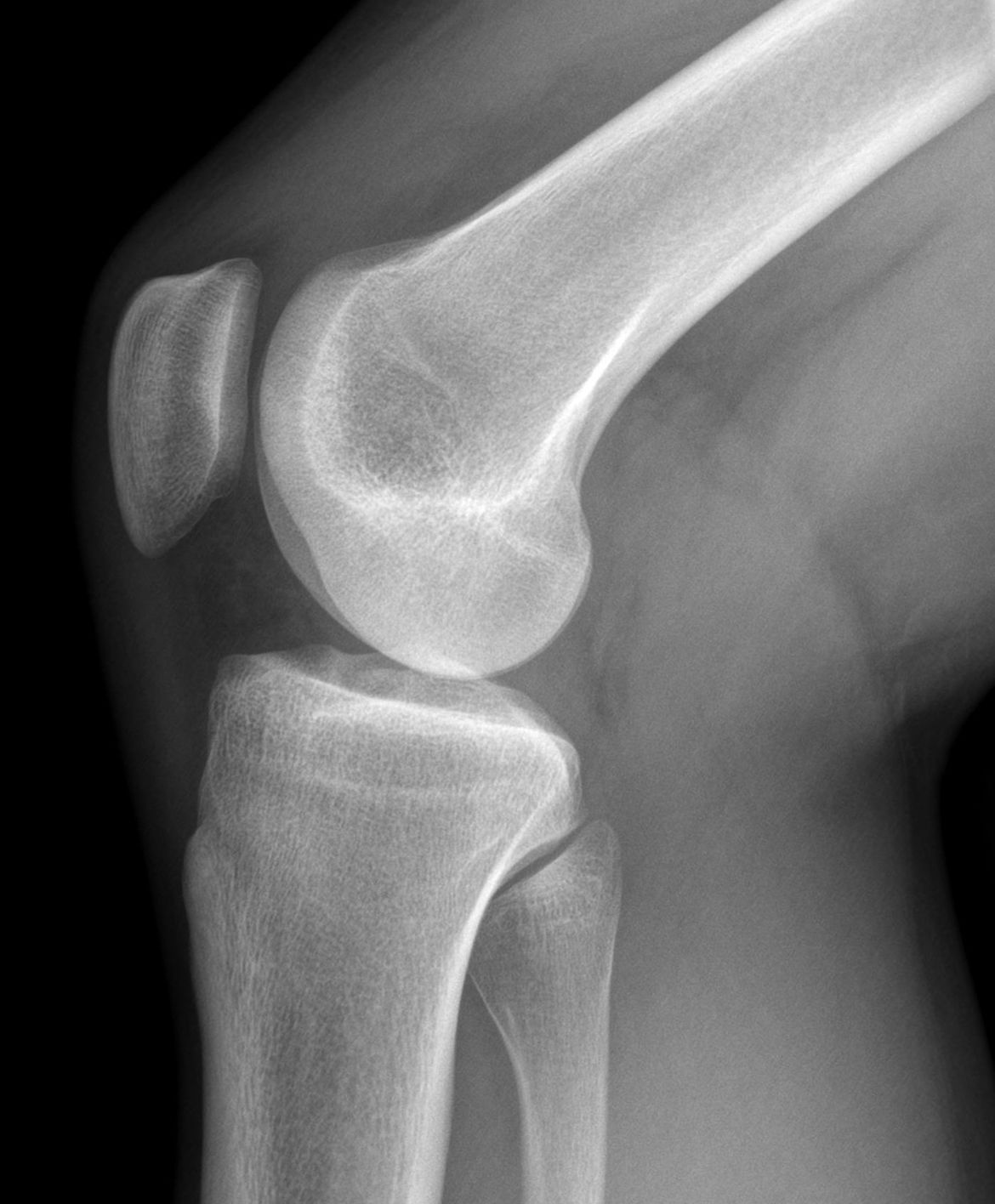
Рентгенограма колінного суглоба в бічній проєкції.
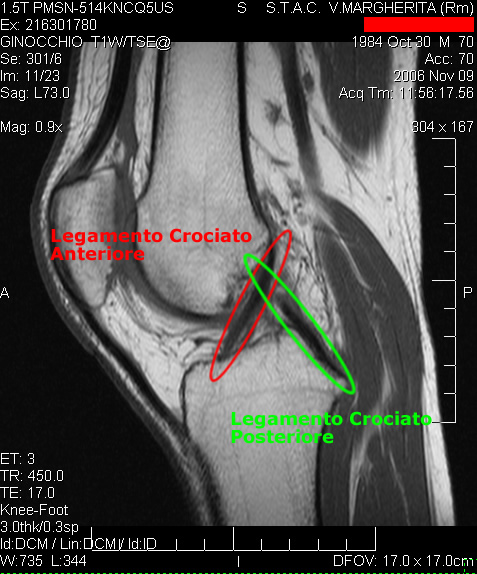
Хрестоподібні зв'язки.
Передній і латеральний вид коліна.